# سانتو ستفانو دی رولیانو
سانتو ستفانو دی رولیانو (به ایتالیایی: Santo Stefano di Rogliano) یک کومونه در ایتالیا است که در استان کزنتزا واقع شده‌است. سانتو ستفانو دی رولیانو ۱۹ کیلومتر مربع مساحت و ۱٬۳۹۸ نفر جمعیت دارد و ۶۶۳ متر بالاتر از سطح دریا واقع شده‌است.

## خواهرخوانده
شهر فرانیتو مونفورته خواهرخواندهٔ سانتو ستفانو دی رولیانو هست.